# J・P・ダッタ
J・P・ダッタ（J. P. Dutta、1949年10月3日 - ）は、インドのボリウッドで活動する映画監督。

## キャリア
ダッタは自身の映画製作会社J・Pフィルムズで映画を製作している。主な監督作品は愛国心を鼓舞する戦争映画であり、グランド・ホテル形式で製作される。インド軍を題材とした愛国映画の製作が大半のためインド国防省とは良好な関係を構築しており、製作に際しては支援を受けている。
1997年に監督した『デザート・フォース』ではナルギス・ダット賞 国民の融和に関する長編映画賞を受賞し、2011年には国家映画賞の長編映画部門審査委員長を務めた。2013年に『Border』の続編を製作することを発表し、サングラム・シン、ナフィーサー・アリーの息子アジート・ソーディーが出演することが発表された。

## フィルモグラフィ

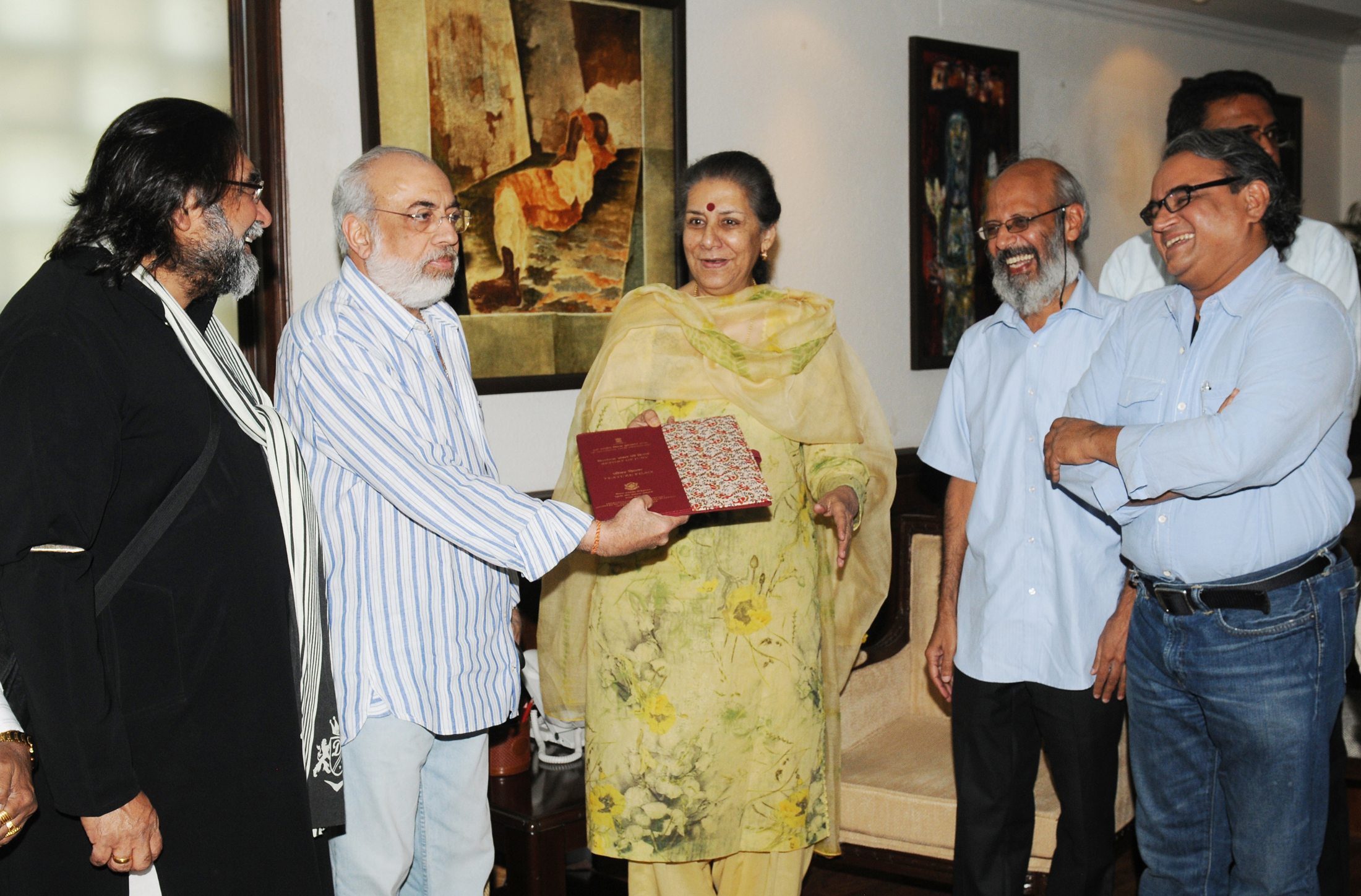
情報放送大臣アンビカ・ソニーにナショナル・フィルム・アワード選考作品を推薦するJ・P・ダッタ

- Sarhad（1976年）未公開
- Ghulami（1985年）
- Yateem（1988年）
- Batwara（1989年）
- Hathyar（1989年）
- Kshatriya（1993年）
- デザート・フォース（英語版）（1997年）
- Refugee（2000年）
- レッド・マウンテン（2003年）
- Umrao Jaan（2006年）
- Paltan（2018年）